# جيري بريدغز
جيري بريدغز (بالإنجليزية: Jerry Bridges)‏ هو كاتب أمريكي، ولد في 4 ديسمبر 1929 في تايلر في الولايات المتحدة، وتوفي في 6 مارس 2016 في كولورادو سبرينغس في الولايات المتحدة.